# Mörschwil
Mörschwil är en ort och kommun i distriktet Rorschach i kantonen Sankt Gallen, Schweiz. Kommunen har 3 662 invånare (2023).